# Памятник блокадной регулировщице

Памятник блокадной регулировщице крупным планом

Памятник блокадной регулировщице установлен в честь девушек-регулировщиц, работавших на Дороге жизни. Памятник находится в самом начале трассы Дороги жизни, на выезде на неё из города. Сейчас это территория Красногвардейского района Санкт-Петербурга. Памятник входит в единый мемориальный комплекс «Дорога жизни — 1 километр», созданный по решению администрации Красногвардейского района.
Мемориал включает в себя памятник регулировщице, мемориальный столб «1 километр Дороги жизни» и зенитное орудие 52-К, перемещённое в мемориальный комплекс со станции Ржевка, где оно находилось ранее. Орудие интересно тем, что является одним из некогда действовавших образцов, применявшихся для обороны Ленинграда и защиты трассы Дороги жизни в годы блокады.
Мемориал находится на Рябовском шоссе, напротив дома 119.
Памятник был внесён в единую Книгу памяти под номером 27008. Над памятником работали архитектор А. Д. Левенков и скульпторы Я. А. Имранов, Б. А. Изборский.
В памятные и траурные даты у памятника проходят митинги, возлагаются цветы.

## История памятника
Скульптура, изображающая блокадную регулировщицу, была создана в 1986 году. Первоначально памятник был установлен на нулевом километре Дороги жизни. В период строительства Кольцевой автомобильной дороги (КАД) памятник был полностью утрачен. Позднее его восстановили по рабочим эскизам автора, и уже после этого памятник был размещён на новом месте в рамках мемориального комплекса.
Скульптура имеет портретное сходство с одной из живших на момент её создания регулировщиц, ветераном Великой Отечественной войны Верой Ивановной Роговой. Для создания скульптурного портрета были использованы её фотографии в молодые годы. В. И. Рогова присутствовала на открытии комплекса, в который вошёл обновлённый памятник, в 2010 году.

## Описание памятника
Памятник представляет собой полноростовый барельеф, изображающий девушку в зимней одежде с флагом регулировщика в руках. Фигура изображена на фоне едущего по заснеженной трассе грузовика, в силуэте которого угадывается ЗИС-АА «Полуторка». Рядом со скульптурным барельефом расположена зенитная установка.
Весь комплекс помещён на круглый выложенный брусчаткой постамент, к которому ведут несколько ступеней. Монумент устроен таким образом, что можно подняться и подойти к нему вплотную.